# راي ليوينجتون
راي ليوينجتون (بالإنجليزية: Ray Lewington)‏ (7 سبتمبر 1956 ببورتسموث في المملكة المتحدة - ) هو مدرب كرة قدم ولاعب كرة قدم بريطاني في مركز الوسط. شارك مع منتخب إنجلترا لكرة القدم. أما مع النوادي، فقد لعب مع تشيلسي وشيفيلد يونايتد وفانكوفر وايتكابس ونادي فولهام وفانكوفر وايتكابس ونادي ويمبلدون وإيه أف سي ويمبلدون.

## وصلات خارجية
- راي ليوينجتون على موقع قاعدة بيانات كرة القدم.إي يو (الإنجليزية)
- راي ليوينجتون على موقع Soccerbase.com (مدرب) (الإنجليزية)